# عراقيون أفارقة
الأفارقة العراقيون هم مجموعة إثنية تعيش في العراق تعود أصولها إلى أفريقيا وينتشرون في جنوب العراق وخصوصا في محافظة البصرة ويتكلمون باللغة العربية و يعتنقون الإسلام  يزعم قادة الأفارقة العراقيون ان عددهم يبلغ من مليونان وخمسمئة ألف شخص، وقيل هم 250 ألف، لكن لا يوجد هناك تعداد رسمي لدعم هذه الأرقام ومعظمهم يعود أصلهم إلى السودان وإثيوبيا وزنجبار وهم موجودون في العراق منذ القرن الأول الهجري إذ حرصت الحكومات المتعاقبة على جلب عبيد أفريقيين للعمل في مدينة البصرة. وتُعدّ مدينة الزبير بجنوب العراق، موطناً يكثر فيه العراقيون الأفارقة، ويعمل بعضهم في مجال الغناء والموسيقى، وتكثر في الزبير فرقهم الموسيقية، ويرون أنهم يعانون من التهميش، ويعجبهم أن يوصفوا بأنهم أصحاب البشرة السمراء، وفي 2 حزيران سنة 2022 قال ماجد الخالدي لموقع (ارفع صوتك) "إذا أردت أن تطالب بحقوقك، لا بدّ أن تكون قريباً من أصحاب القرار، نريد ممثلين يستطيعون أن يدخلوا عند المحافظ، وأن يذهبوا إلى بغداد، وأن يدخلوا الوزارات".

## الأصل والأسطورة
تتفق الأساطير العربية على أن الملك الكوشي نمرود عبر من وراء مياه شرق أفريقيا في أقدم العصور برفقة جيش، وأسس حضارة. ما تزال العديد من المواقع الموجودة في العراق تحمل اسم نمرود. لا يذكر القرآن نمرود بالاسم، ولكن القصص العربية عنه أدت إلى الإشارة إليه باعتباره طاغية في الثقافات الإسلامية.
تروي التقاليد اليهودية أيضًا قصة الملك نمرود. ورد في سفر التكوين أن نمرود كان صيادًا عظيمًا ذو شهرة كبيرة، وأول من بنى مدنًا على وجه الأرض. حكم بلاد ما بين النهرين، والتي تشمل العراق الحديث.
أدى الأصل الكوشي الأسطوري لنمرود (الذي يُعرَف غالبًا بمملكة كوش التاريخية في ما هو اليوم جنوب مصر وشمال السودان) إلى اعتقاد الكثيرين أن العراقيين الأفارقة الذين يعيشون الآن في المناطق هم من أحفاده حرفيًا؛ ولكن من غير المرجح أن يكون هذا صحيحًا بالنسبة لجميع المواطنين الأفارقة العراقيين، إذ يعود وجودهم في العراق إلى القرن التاسع الميلادي فقط، في حين انتهت مملكة كوش في القرن السادس الميلادي.

## التاريخ
يعود نسل العراقيين السود لشعوب البانتو الساحلية في شرق أفريقيا، ومن المرجح أن يكونوا شعب السواحيلي، الذين استُعبِدوا وأُحضِروا إلى العراق في القرن التاسع أثناء تجارة العبيد عند العرب للعبودية خلال الخلافة العباسية وللعمل في الحقول الزراعية أو كعمال. أُحضِرَ أغلب المهاجرين الأفارقة إلى العراق كعبيد في القرن التاسع، وذلك على الرغم من قدوم بعضهم كبحارة وعمال. استمرت العبودية لآلاف السنين، واستمر العبيد الأفارقة في الهروب إلى العراق العثماني في القرن التاسع عشر، وكانوا جزءًا من العبودية في الإمبراطورية العثمانية.
كان استيراد العبيد عبر تجارة العبيد في المحيط الهندي في الخليج العربي محظورًا رسميًا بموجب قانون قمع تجارة العبيد في الخليج العربي في يناير 1847. كان هذا حظرًا اسميًا، واستمرت تجارة العبيد. حُظِرَت العبودية في العراق رسميًا في عام 1924 بموجب مرسوم ملكي أصدره الملك فيصل الأول ملك العراق.

## الحالة الاجتماعية

#### 1 - لا تزال هذه المشكلة نادرة في المجتمع العراقي. يُبلغ بعض الناشطين العراقيين الأفارقة اليوم عن حرمانهم من فرص العمل بناءً على لون بشرتهم وخلفيتهم العرقية، مع أن هذا نادر الحدوث. يُعرف العراقيون الأفارقة بموسيقيي الشوارع، ونادرًا ما عانوا تاريخيًا من التمييز في التوظيف. ويُشار إليهم أيضًا باسم "عبيد"، وهو مصطلح مهين. ومع ذلك، يقول بعض العراقيين الأفارقة إن هذا يتناقض مع حقيقة أنه "في بلد يتمحور حول الدين لا العرق، قد يستخدم العراقيون ذوو البشرة الفاتحة مصطلح "عبد" بشكل غير رسمي لوصف شخص ذي بشرة داكنة. ويقول العراقيون ذوو البشرة الداكنة إن الكلمة قد تُعتبر إهانة أو لا تُعتبر، حسب كيفية استخدامها ونية المتحدث". وهذا يُشير إلى أن العنصرية ليست مشكلة كبيرة، وأن بعضهم قد حققوا مناصب متقدمة رغم فقر العراق
2 - ما يزال معظم الأفارقة العراقيين قادرين على الحفاظ على الطقوس المتعلقة بالشفاء والتي تعود إلى أصل زنجي، وتشمل اللغات المستخدمة في هذه الطقوس السواحيلية والعربية. تُستخدم آلات الإيقاع مثل الطبول والدفوف في الاحتفالات، وتتضمن الأغاني داوا داوا، هي مزيج متناغم من العربية والسواحيلية. تُستخدم الأغنية، التي تتحدث عن شفاء الناس من المرض، في احتفال الشتانجا، من أجل الصحة البدنية. هناك احتفال آخر يسمى نوبة، وهي كلمة عربية تعني النوبات أو التحول، إذ يتناوب السفسطائيون على ترديد ترانيم طقسية والرقص عليها. هناك أيضًا احتفالات فريدة لتذكر الموتى وفي مناسبات مثل حفلات الزفاف. يُعد أغلب العراقيين الأفارقة مسلمين، إلا أن أقلية كبيرة ما تزال تمارس هذه التقاليد. ما يزال عدد قليل من العراقيين الأفارقة يتحدثون اللغة السواحيلية